# Oh! You Pretty Things
Oh! You Pretty Things is een nummer van de Britse muzikant David Bowie, uitgebracht als de tweede track op zijn album Hunky Dory uit 1971.

## Achtergrond
Het nummer opent met enkel de piano en Bowie's zang, voordat het het pakkende refrein inluidt. De simpele stijl van het pianospel wordt vaak vergeleken met het Beatles-nummer "Martha My Dear". Thematisch wordt het nummer gezien als reflectie van de invloed van occultist Aleister Crowley, filosoof Friedrich Nietzsche en het boek The Coming Race van Edward Bulwer-Lytton en het aankondigen van "de dreigende veroudering van de mensheid in het voordeel van een alliantie tussen aankomende aliens en de jeugd van de huidige maatschappij".
Voordat het nummer op Hunky Dory verscheen, nam Peter Noone van Herman's Hermits het op als single, die Bowie op de piano bevatte. Deze versie, waarin Noone de regel "The Earth is a bitch" veranderde in "The Earth is a beast", bereikte de twaalfde plaats in het Verenigd Koninkrijk.
Ondanks dat Bowie het nummer nooit zelf uitbracht op single, is het toch een van zijn bekendere werken en komt het veelvuldig voor op zijn compilatiealbums.

## Muzikanten
- David Bowie: zang, piano
- Mick Ronson: achtergrondzang, snaararrangement
- Trevor Bolder: basgitaar
- Mick "Woody" Woodmansey: drums